# Lord-lieutenant du Flintshire

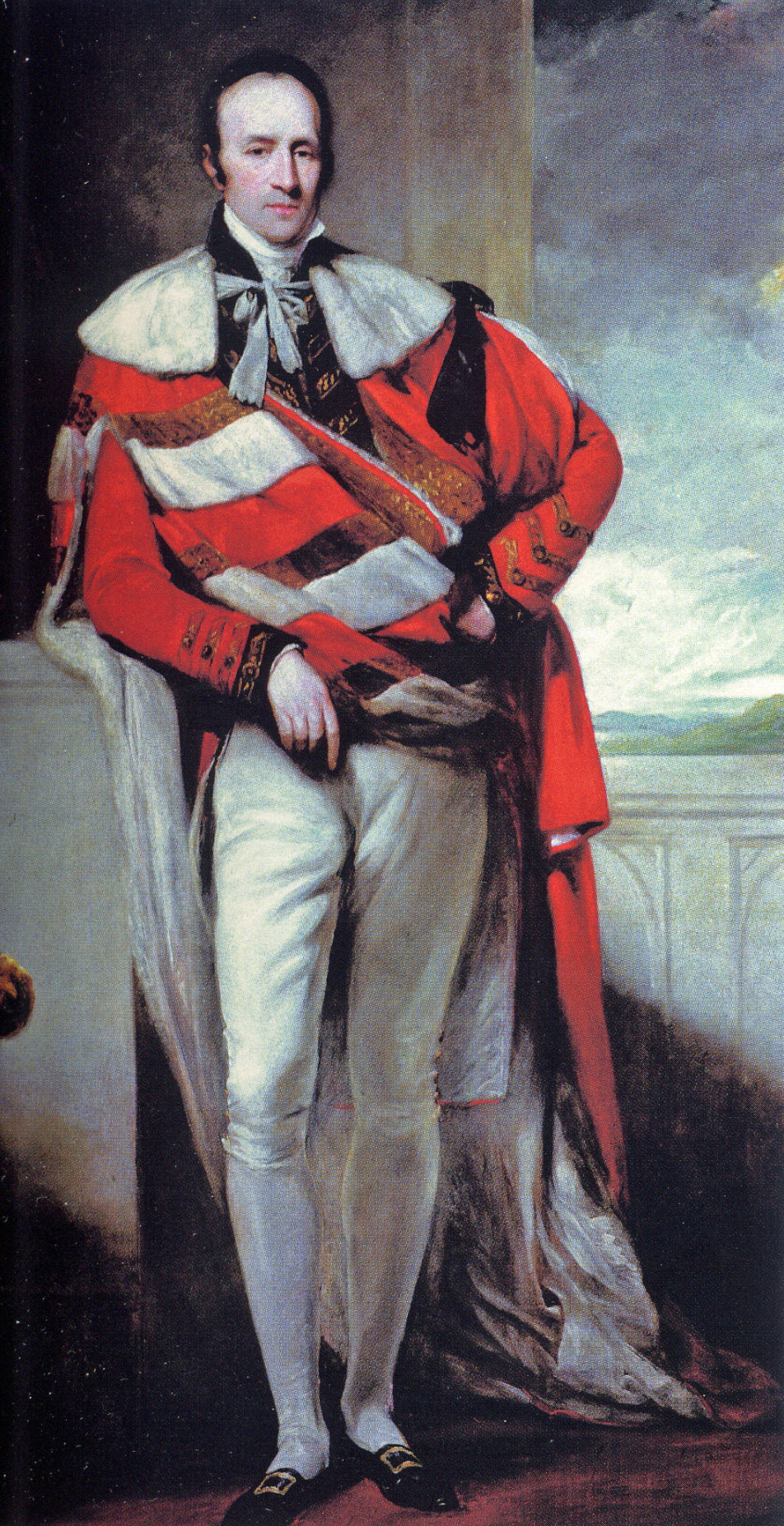
Portrait de Robert Grosvenor, 1er marquis de Westminster et Lord Lieutenant du Flintshire de 1798 à 1845. Réalisé par John Jackson.

Ceci est une liste de personnes qui ont servi comme Lord Lieutenant du Flintshire. Depuis 1802, tous les Lords lieutenant ont également été Custos Rotulorum of Flintshire. L'office a été supprimé le 31 mars 1974 et remplacé par le Lord Lieutenant de Clwyd.

## Lord Lieutenants du Flintshire jusqu'en 1974
- voir Lord Lieutenant du pays de Galles avant 1694
- Charles Talbot, 1er duc de Shrewsbury 31 mai 1694 – 10 mars 1696
- Charles Gerard, 2e comte de Macclesfield 10 mars 1696 – 5 novembre 1701
- William Stanley, 9e comte de Derby 18 juin 1702 – 5 novembre 1702
- Hugh Cholmondeley, 1er comte de Cholmondeley 2 décembre 1702 – 4 septembre 1713
- Other Windsor, 2e comte de Plymouth 4 septembre 1713 – 21 octobre 1714
- Hugh Cholmondeley, 1er comte de Cholmondeley 21 octobre 1714 – 18 janvier 1725
- George Cholmondeley, 2e comte de Cholmondeley 7 avril 1725 – 7 mai 1733
- George Cholmondeley, 3e comte de Cholmondeley 14 juin 1733 – 25 octobre 1760
- Roger Mostyn, 5e baronnet 10 juillet 1761 – 26 juillet 1796
- Lloyd Kenyon, 1er baron Kenyon 9 septembre 1796 – 1er juin 1798
- Robert Grosvenor, 1er marquis de Westminster 1er juin 1798 – 17 février 1845
- Stephen Glynne, 9e baronnet 25 avril 1845 – 17 juin 1874
- Hugh Robert Hughes 4 août 1874 – 29 avril 1911
- William Glynne Charles Gladstone 6 juillet 1911 – 15 avril 1915
- Henry Neville Gladstone, 1er baron Gladstone de Hawarden 23 juin 1915 – 28 avril 1935
- Rafe Grenville Rowley-Conwy,  3 juin 1935 – 4 avril 1951[1]
- Hugh Salusbury Kynaston Mainwaring, 6 juillet 1951 – 31 mars 1974[2] †

† Devenu Lord Lieutenant de Clwyd 1er avril 1974.

## Deputy Lieutenants
- Horace Mahew 22 mars 1901 [3]